# Operación Triunfo (Chile)
Operación Triunfo, también conocido como OT Chile, fue un reality show chileno de corta duración que se emitió en Mega del 6 de junio al 14 de septiembre de 2003.  Fue una adaptación de la franquicia de televisión española Operación Triunfo.  Fue presentado por Álvaro Escobar  con la participación especial de Alfredo Lewin como presentador del espacio satélite La Academia. Se definieron 3 ganadores por votación popular que fueron Mónica Rodríguez, César Ávila y Nicole Andreu. Rodriguez terminaría siendo el 1°er lugar para representar a esta edición a una gala en Cannes, Francia junto con otros ganadores del formato en todo el mundo.
A pesar de la fuerte promoción del canal,  no cumplió con las expectativas de audiencia en comparación con otros programas similares como Rojo o Protagonistas de la Música, por lo que se desistió de otras temporadas.  A pesar de ello, algunos participantes tuvieron una participación relevante en los medios como Julio Rivera y Juan Carlos García "JuanK" que tras el programa se incorporaron a Mekano.

## Participantes
- Mónica Rodríguez "Monik"
- Cesar Ávila
- Nicole Andreu
- Julio Rivera
- Juan Carlos García "Juank"
- Marco Antonio Pino "Kako"
- María Eugenia Salvatierra "Euge"
- María Antonieta Moran "Anto"
- Juan Alberto Aravena
- Antonio Iannuzzi
- Gabriela Ritcher
- Marianne Schulz
- Christopher Hucke
- Alejandro Alfaro "Jano"
- Viviana Sánchez
- Katherine Contreras
- Alejandro Opazo